# Silla eléctrica

Estados que la utilizan como método secundario
Estados en los que ya no se usa
Estados que nunca la han usado

La silla eléctrica es una máquina que fue utilizada para la aplicación de la pena capital. Se utilizó principalmente en Estados Unidos desde el 6 de agosto de 1890, cuando se realizó la primera ejecución con este método. En febrero de 1999 fue prohibido su uso en el estado de Nebraska.

## Historia

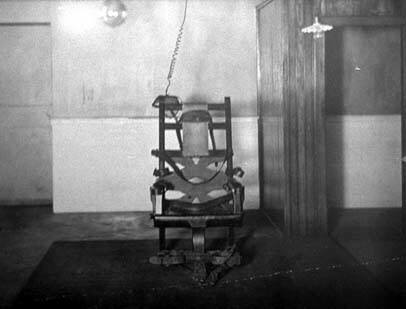
La primera silla eléctrica, usada en la ejecución de William Kemmler en 1890.

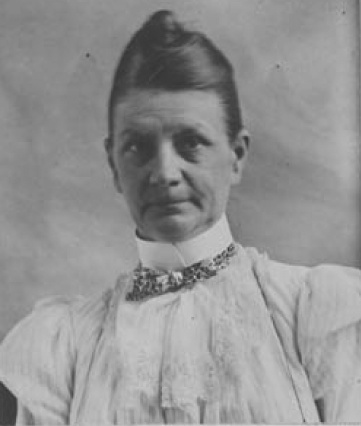
Martha M. Place, primera mujer en ser ejecutada en la silla eléctrica.

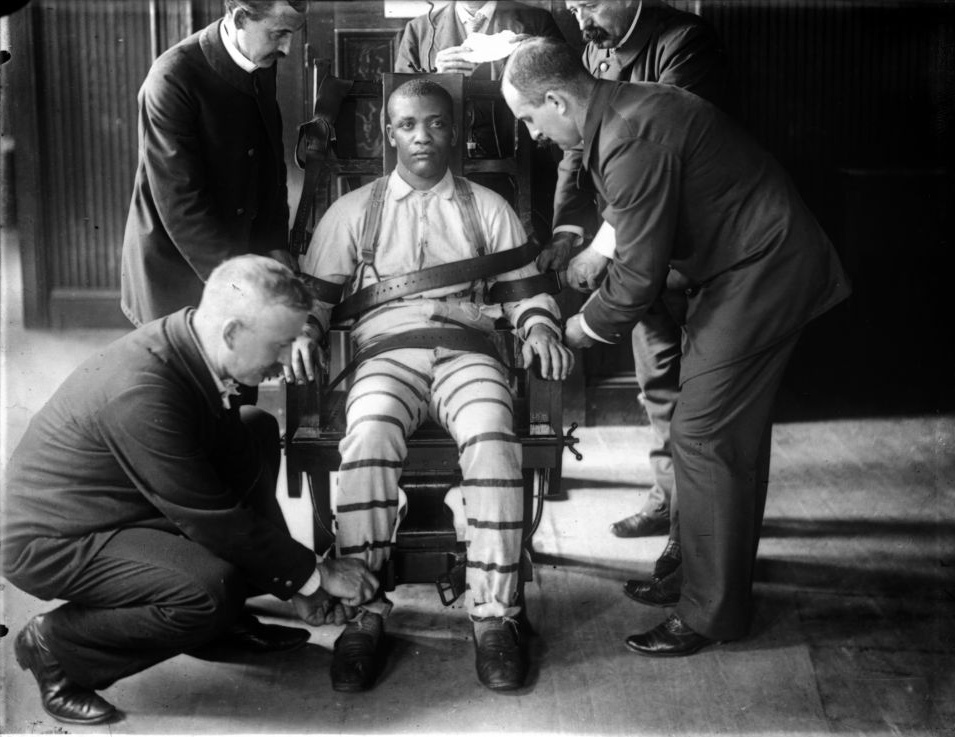
Funcionarios de la prisión de Sing Sing (EE. UU.) preparan a un recluso para su ejecución en la silla eléctrica, hacia 1900.

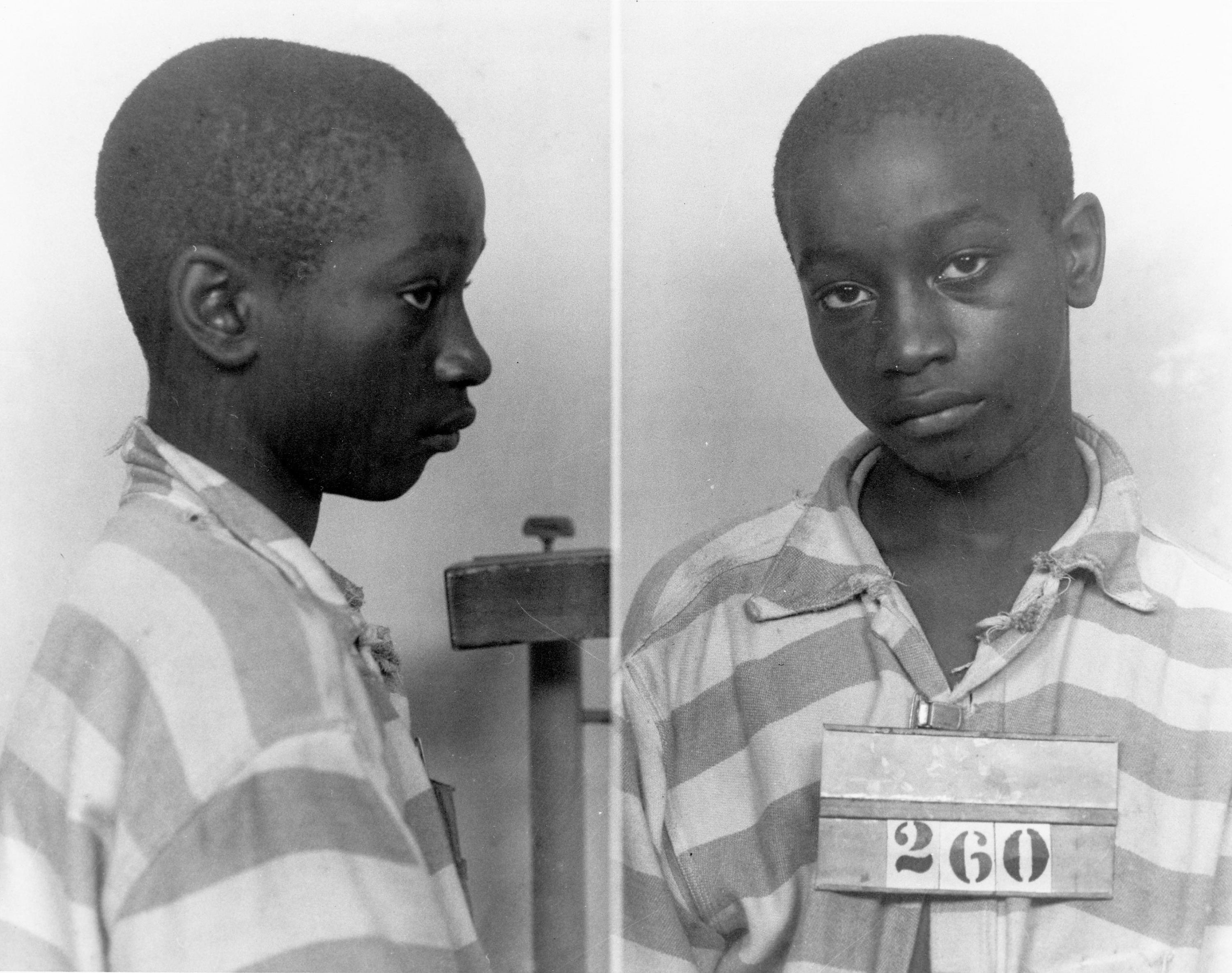
George Stinney, niño de 14 años que fue la persona más joven en morir en la silla eléctrica

Fue inventada por Harold P. Brown, un empleado de Thomas Edison contratado para investigar la electrocución para el desarrollo de la silla eléctrica. Como Brown trabajó para Edison y Edison promovió el trabajo de Brown, el invento de la silla eléctrica a menudo se adjudica, erróneamente, al propio Edison. El diseño de Brown estaba basado en la corriente alterna (CA), la cual aparecía como la alternativa a la corriente continua (CC) desarrollada por Edison pero menos eficiente en lo que se refiere al transporte. Lo anterior se desarrolló en el contexto de la guerra de las corrientes, como un intento por parte de Edison para desprestigiar a la corriente alterna (CA) de Nikola Tesla.[cita requerida]
En 1886 el estado de Nueva York estableció un comité para determinar un nuevo sistema de ejecución que fuera más humano y que remplazase la horca, que era el método usado hasta entonces. Ni Edison ni Westinghouse quisieron que se eligieran sus sistemas eléctricos, porque temían que los consumidores no querrían tener en su casa el mismo tipo de corriente eléctrica que servía para matar seres humanos.[cita requerida]
Para demostrar que la corriente alterna era más útil para las ejecuciones, Brown mató varios animales, incluyendo a un elefante de circo llamado "Topsy"[cita requerida], durante las pruebas que hizo de sus prototipos. Asimismo ejecutó varios animales frente a la prensa como una forma de asegurar que la corriente alterna estaba asociada con la electrocución. Entonces se creó el vocablo "electrocución". La mayoría de sus experimentos se llevaron a cabo en el laboratorio de Edison en 1888.[cita requerida]
Aparentemente los experimentos dieron sus frutos y la silla eléctrica de corriente alterna se adoptó por el comité en 1889.
El primer ejecutado con la silla eléctrica fue William Kemmler; la ejecución se llevó a cabo en la Prisión Auburn en Nueva York el 6 de agosto de 1890. La primera mujer ejecutada fue Martha M. Place, en la prisión de Sing Sing el 20 de marzo de 1899. Ohio adoptó la silla eléctrica en 1897, Massachusetts en 1900, Nueva Jersey en 1906 y Virginia en 1908[cita requerida].
En 1944, un joven de 14 años llamado George Stinney fue ejecutado en la silla eléctrica después de ser acusado de asesinar a dos niñas pero declarado inocente en 2014.
En poco tiempo, la silla eléctrica se convirtió en el método más generalizado de ejecución en los Estados Unidos, y lo fue hasta mediados de los años 1950, cuando fue desbancada por la cámara de gas, la cual comenzó a funcionar en los años 1950.
En la noche de julio de 1929 se fijó una marca cuando siete personas fueron ejecutadas una después de otra en la penitenciaría estatal de Kentucky en Eddyville, en la mayor electrocución masiva en la historia del país.[cita requerida]
Ejecutados mediante electrocución fueron Sacco y Vanzetti, Ruth Snyder, Julius Rosenberg, Ethel Rosenberg, Ted Bundy, Albert Fish, Willie Francis y Leon Czolgosz.
La silla eléctrica dejó de utilizarse como método principal de ejecución, cuando los legisladores buscaron otros métodos de ejecución más económicos y prácticos, a favor de la inyección letal. Varios estados aún permiten al condenado escoger entre la electrocución y la inyección letal; sin embargo, muy raramente se escoge la electrocución. Se usó la silla eléctrica el 12 de septiembre del 2007, a las 6:25 GMT, cuando Daryl Holton, de 45 años, fue electrocutado en Tennessee al preferir este método de ejecución que a la inyección letal, siendo esta la primera electrocución en el estado en 47 años. Hasta la fecha de hoy, las últimas electrocuciones se han llevado a cabo todas en la silla eléctrica del estado de Tennessee, la de Edmund George Zagorski el 1 de noviembre de 2018, la de David Earl Miller el 6 de diciembre de 2018, la de Stephen Michael West el 15 de agosto de 2019, la de Leroy Hall Jr. el 5 de diciembre de 2019 y finalmente la de Nicholas Sutton el 20 de febrero de 2020.

## Método
El prisionero condenado era atado a la silla, con un electrodo en la cabeza y otro en la pierna. Como mínimo, se aplicaban dos choques eléctricos durante varios minutos dependiendo de la persona. El voltaje inicial de más o menos 2 kV servía para romper la resistencia inicial de la piel y causar inconsciencia (o, al menos, eso se pretendía). Luego el voltaje se bajaba, reduciendo la intensidad de corriente que fluía y evitar así que el prisionero se quemase. Circulaba un flujo de corriente de 8 A, alcanzando el cuerpo del reo temperaturas de 60 °C[cita requerida]. La corriente eléctrica causaba daños graves a los órganos internos.
Funcionarios de Departamento Correccional de Tennessee, indicaron que los condenados recibieron en la Institución de Máxima Seguridad Riverbend, en Nashville, prisión donde se encuentra la cámara de ejecución del estado de Tennessee, dos descargas eléctricas primera descarga consistente de 1750 voltios con una duración de 20 segundos, seguida por una pausa de 15 segundos, posteriormente se dio otra descarga de 1750 voltios durante 15 segundos. 
En principio, la inconsciencia debe producirse en una fracción de segundo. Sin embargo, hay informes de víctimas cuyas cabezas ardieron. [cita requerida]En otros casos el transformador se quemó[cita requerida], lo que implicaba dejar al reo gritando de dolor en el suelo del cuarto de ejecución mientras se arreglaba el transformador. Un caso notable sucedió en 1946, la silla eléctrica no mató a Willie Francis, quien gritaba: «¡Paren! ¡Déjenme respirar!» mientras era ejecutado. El motivo fue que la silla había sido mal instalada por un ayudante ebrio. El caso fue llevado a la Corte Suprema de Justicia de los Estados Unidos (Francis v. Resweber), 329 U.S. 459 (1947). Los abogados del condenado argumentaban que Francis fue ejecutado tal como lo ordenaba la sentencia judicial: no murió pero igual se cumplió la sentencia. El argumento fue rechazado y Francis volvió a la silla eléctrica el año siguiente.
En todo caso, aun cuando la ejecución se lleva a cabo correctamente, siempre se quema algo de piel y es desagradable para los guardias el tener que separar la piel quemada de los cinturones de la silla. El reo pierde el control de sus músculos después del primer choque eléctrico y puede llegar a defecar u orinar. Esto llevó a un refinamiento en las sillas más modernas.

## Declive
Después de que Texas adoptase la inyección letal como método de ejecución en 1982, el uso de la silla eléctrica se redujo rápidamente. Así, en 2008, los únicos lugares en el mundo que aún utilizan la silla eléctrica como una opción de ejecución son los estados estadounidenses de Alabama, Florida, Carolina del Sur, Tennessee y Virginia.
La silla eléctrica estuvo en el centro de la crítica debido a varias situaciones en las cuales las víctimas no murieron instantáneamente y tuvieron que ser sometidas a múltiples choques eléctricos, lo que llevó a un llamamiento para poner fin a esta práctica, ya que muchas personas la veían como un castigo cruel e innecesario. Tomando en cuenta esas inquietudes, el protocolo de electrocución de Nebraska estipulaba que se debía someter al condenado a una descarga de 2 450 V durante 15 segundos; tras esto y una espera de 15 minutos, un médico verificaba si aún había señales de vida. Anteriormente, se administraba una descarga inicial de 2 450 V durante 8 segundos, seguida de una pausa de un segundo, tras la cual se administraba una descarga de 480 V durante 22 segundos. Después de una pausa de veinte segundos, el ciclo se repetía tres veces más.
Hasta el 8 de febrero de 2008 Nebraska mantuvo la electrocución como su único método de ejecución. Ese día quedó abolida la ejecución por silla eléctrica en ese Estado, al ser declarada anticonstitucional por su Tribunal Supremo.